# Joël Zwarts
Joël Zwarts (* 26. April 1999 in Rotterdam, Provinz Zuid-Holland) ist ein niederländischer Fußballspieler, der aufgrund seiner Wurzeln auch die Staatsbürgerschaft Surinams besitzt. Der Stürmer stand zuletzt beim VfL Osnabrück unter Vertrag.

## Karriere

### Ausbildung und erste Profierfahrungen in den Niederlanden
Zwarts stammt aus Rotterdam, wo er für die drei großen Vereine Feyenoord, Sparta und Excelsior in den jeweiligen Jugendmannschaften aktiv war; bereits als 17-Jähriger spielte der Angreifer erstmals für die U21 Excelsiors. Nach seinem Wechsel zu Feyenoord im Sommer 2017 war der Südholländer fester Bestandteil der vereinseigenen A-Jugendmannschaft, mit der er als Stammspieler auf dem linken Flügel sowie im Sturm lange um die Meisterschaft in der U19-Eredivisie mitspielte (neun Tore, ein Assist) und im Frühjahr 2018 gegen die PSV Eindhoven den nationalen Pokal gewann. Parallel zu seinen ersten acht internationalen Partien in der UEFA Youth League folgten auch für Feyenoords zweite Mannschaft mehrere Spiele in der später aufgelösten Reserveliga Beloften Eredivisie inklusive dreier Tore. 
Bis zur Winterpause der Saison 2018/19 trainierte Zwarts unter dem Trainer und ehemaligen Nationalspieler Giovanni van Bronckhorst bei der ersten Mannschaft mit, saß aber nur zweimal für sie auf der Bank und spielte ansonsten fest für die U21. Zur Erlangung von Spielpraxis auf gehobenerem Niveau wurde der Offensivspieler Anfang Februar 2019 bis Saisonende in die zweitklassige Eerste Divisie an den FC Dordrecht verliehen. In 14 von 15 Ligaspielen stand der 19-Jährige in der Startelf, sechs Tore und vier Vorlagen konnte er zur Mannschaftsleistung beisteuern, beim 1:8 gegen den FC Eindhoven sowie einem Sieg gegen den Absteiger Roda JC Kerkrade war Zwarts hingegen aufgrund einer Knöchelverletzung nicht im Spieltagskader vertreten. Dordrecht erreichte mit ihm Rang 17 von 20, im Anschluss kehrte Zwarts zu Feyenoord zurück. Dort standen für die Spielzeit 2019/20 neun Angriffsspieler im Team, darunter Steven Berghuis, Sam Larsson oder Emil Hansson, weshalb der Jungspieler ablösefrei zum Stadtrivalen Excelsior wechselte, der seinerseits in die Eerste Divisie abgestiegen war.
Bei seinem alten Verein war Zwarts von Saisonbeginn an als Mittelstürmer oder auf dem linken Flügel als Gegenpart zu Thomas Verhaar auf Rechts gesetzt. Gegen direkte Konkurrenten um die Aufstiegsplätze wie Kerkrade, die NAC Breda oder die NEC Nijmegen konnten Siege gefeiert werden, nach 29 Spieltagen stand man auf Platz 7 und somit im Bereich der Play-off-Ränge. Allerdings wurde der Vereinssport in Folge der COVID-19-Pandemie weltweit pausiert und der Spielbetrieb der Eerste Divisie im Gegensatz zu anderen europäischen Fußballligen nicht wieder aufgenommen. Dies war erst wieder im darauffolgenden Sommer der Fall, Zwarts blieb Stammkraft im Angriff, wich aber häufiger auf die Außenbahnen aus, während sein Teamkamerad Elías Már Ómarsson hinter Robert Mühren am Saisonende zweitbester Torschütze der Liga wurde. Doch auch der mittlerweile 22-Jährige hatte mit 20 Scorerpunkten seinen Anteil an den 65 Saisontoren Excelsiors gehabt. Die Aufstiegs-Play-offs verpasste man in dieser Spielzeit hingegen deutlich, auf den nächsthöheren Verein Roda Kerkrade fehlten neun Zähler.

### Wechsel nach Deutschland
Zur Saison 2021/22 wechselte der Niederländer erstmals ins Ausland und unterschrieb einen Dreijahresvertrag beim deutschen Zweitligisten SSV Jahn Regensburg. Dieser hatte gerade mit Aaron Opoku, Federico Palacios, Jan-Marc Schneider, Sebastian Stolze und Albion Vrenezi fünf Angriffsspieler verloren und außer dem Dänen Andreas Albers konnte in der Vorsaison kein weiterer Spieler mehr als zehn Saisontore erzielen. Regensburg startete mit vier Siegen in Folge in die neue Spielzeit, stand im Verlauf der Hinrunde nie schlechter als Rang 6 und besetzte fünfmal die Spitzenposition. Im Wechsel mit Albers sowie David Otto erhielt Zwarts fünf Startelfmandate, war aber mit drei Scorerpunkten einer der uneffektiveren Offensivspieler des Teams. Mit fünf Niederlagen aus den letzten sechs Partien ging es für den Angreifer und den Jahn in die Winterpause. Im Sommer 2022 wurde er an ADO Den Haag verliehen.
Am 8. August 2023 wechselte Zwarts ligaintern zum TSV 1860 München. Hier konnte er direkt bei seinem ersten Ligaeinsatz gegen MSV Duisburg einen Doppelpack zum 3:0-Auswärtssieg beisteuern. Nach einem Jahr wechselte er zum Ligakonkurrenten VfL Osnabrück. Für die Niedersachsen debütierte er am 3. August 2024 in der Liga gegen den SV Sandhausen. Im Sommer 2025 wurde sein Vertrag in Osnabrück aufgelöst.

## Erfolge
Feyenoord Rotterdam
- Niederländischer A-Jugend-Pokalsieger: 2018